# Padiphat Santiphada
Padiphat Santiphada (thaï : ปดิพัทธ์ สันติภาดา ; aussi orthographié Padipat Santipada) est un vétérinaire et homme politique thaïlandais né le 15 octobre 1981 à Phitsanulok.
Membre de la Chambre des représentants élu dans la première circonscription de Phitsanulok pour la première fois en 2019, il est réélu en 2023. Lors de la 26e législature, il est élu premier vice-président de la Chambre.
Il est déclaré inéligible à la politique pour 10 ans le 7 août 2024 en raison de son ancienneté au sein du comité exécutif d'Aller de l'avant.

## Parcours politique
Lors des élections législatives de 2019, il est élu membre de la Chambre des représentants pour la première circonscription de Phitsanulok sous les couleurs du Nouvel avenir, succédant ainsi à Warong Detchkitwikrom. Lors de la dissolution du Nouvel avenir en 2020, il se tourne vers son de facto successeur Aller de l'avant, et en devient un membre du comité exécutif du parti.
Il est réélu membre de la Chambre en 2023 et en devient, à la suite de l'ouverture de la vingt-sixième législature, son premier vice-président, à l'issue de l'élection pour la fonction s'étant tenue le 4 juillet,. Il est officiellement investi à son poste le 5 juillet.

## Résultats électoraux

### Élections législatives
| Année | Parti | Parti | Circonscription    | 1er tour | 1er tour | 1er tour | 1er tour |
| Année | Parti | Parti | Circonscription    | Voix     | %        | Rang     | Issue    |
| ----- | ----- | ----- | ------------------ | -------- | -------- | -------- | -------- |
| 2019  |       | NA    | 1re de Phitsanulok | 35 579   | 37,26    | 1er      | Élu      |
| 2023  |       | AA    | 1re de Phitsanulok | 40 842   | 41,35    | 1er      | Élu      |

## Distinctions
- Chevalier commandeur (seconde classe) de l'ordre de la couronne de Thaïlande (2020)[6].